# رستيو مربع
رستيو مربع (الاسم العلمي:Restio quadratus) هي نوع من النباتات تتبع جنس الرستيو من الفصيلة الرستيونية.